# Eduard Torok
Eduard Torok (* 2. Mai 1997) ist ein ehemaliger rumänischer Skispringer, der zuletzt für Ungarn startete.

## Werdegang
Torok, der für den CSS Dinamo Râșnov startet, gab sein internationales Debüt in Oberstdorf im Rahmen des Alpencup im Oktober 2010 und startete wenig später im FIS Cup. Am 6. Februar 2011 sprang er in Kranj als 30. zum ersten Mal in die Punkteränge. Bei Junioren-Springen Ende Februar landete er im deutschen Baiersbronn als Zehnter erstmals auf einen Top-Platz.
Am 18. Dezember 2011 startete Torok in Erzurum im Skisprung-Continental-Cup. Nachdem er im ersten Springen nur 54. wurde, trat er im zweiten Springen nicht mehr an. Nach weiteren eher erfolglosen Springen im FIS Cup kam Torok im August 2012 wieder im Continental Cup zum Einsatz. Im zweiten Springen verpasste er als 32. in Kuopio nur knapp seine ersten Continental-Cup-Punkte.
2013 bekam Torok einen Startplatz für das Europäische Olympische Winter-Jugendfestival in Brașov. Beim Skispringen auf seinen Heimatschanzen in Râșnov erreichte er im Einzel den 16. Rang. Im Teamspringen wurde er gemeinsam mit seinen Mannschaftskollegen Robert Valentin Tatu, Constantin Robert Buzescu Purice und Iulian Pîtea Fünfter.
Am 28. Dezember 2013 sammelte Torok beim Continental Cup in Engelberg seine ersten Continental-Cup-Punkte. Nachdem er auch in Sapporo in die Punkte sprang, bekam er an gleicher Stelle wenige Tage später einen Startplatz für den Skisprung-Weltcup. Nachdem er am Vortag die Qualifikation erreicht hatte, sprang er am 26. Januar 2014 zum ersten Mal im Weltcup. Als 45. schied er nach dem ersten Durchgang aus und verpasste erste Weltcup-Punkte.
Zur Nordischen Junioren-Skiweltmeisterschaft 2014 im Val di Fiemme sprang er auf Rang 25 im Einzelspringen. Drei Wochen später gewann er nach einem zweiten Rang im ersten Springen das zweite FIS-Cup-Springen in Râșnov. Nach weiteren Continental-Cup-Starts und einem 20. Platz in Zakopane bekam er erneut eine Nominierung für einen Weltcup. In Planica scheiterte er jedoch bereits in der Qualifikation.
Im Sommer 2014 nahm Torok in Almaty an Springen zum Skisprung-Grand-Prix 2014 teil und sprang dabei im ersten Springen als 29. in die Punkteränge. Mit den zwei gewonnenen Punkten wurde er 77. der Gesamtwertung. Bei den Rumänischen Meisterschaften im Skispringen 2014 in Râșnov gewann Torok das Einzelspringen von der Normalschanze sowie gemeinsam mit Radu Păcurar und Iulian Pîtea das Mannschaftsspringen von der Kleinschanze. Im Mixed-Teamspringen verpasste er mit dem Team nur knapp eine weitere Medaille und wurde am Ende Vierter.
In die Saison 2014/15 startete Torok wieder im Continental Cup. Für das Weltcup-Springen in Engelberg erhielt er erneut einen Platz in der Qualifikation, scheiterte aber auch diesmal vor dem Wettbewerb.
Nachdem Eduard Török und seinem Mannschaftskollegen Iulian Pâtea Ende Dezember 2017 die Zulassung zum Vierschanzentournee von der FRSB (Federația Româna de Schi Biatlon) – nach deren Meinung die Leistungen der beiden Sportler nicht ausreichend sind – in Garmisch-Partenkirchen erfuhren, dass sie nicht zugelassen sind, entscheidet sich Török, der in England studiert, mit dem Leistungssport aufzuhören und gibt die Schuld des schwachen Schispringersports der FRSB.
Nach Streitigkeiten mit dem rumänischen Skiverband und einer dadurch bedingten Karrierepause wechselte Torok zur Saison 2018/19 zum ungarischen Skiverband. Unter der Leitung von Vasja Bajc nahm er das Training wieder auf, um wieder konkurrenzfähig zu werden. Zwar erreichte Torok im Sommer 2019 erneut die Punkteränge im Continental Cup, jedoch beendete er im November 2019 aufgrund mangelnder Hilfe des ungarischen Skiverbandes endgültig seine Karriere.

## Statistik

### Grand-Prix-Platzierungen
| Saison | Platz | Punkte |
| ------ | ----- | ------ |
| 2014   | 77.   | 2      |

### Continental-Cup-Platzierungen
| Saison  | Sommer | Sommer | Winter | Winter | Gesamt | Gesamt |
| Saison  | Platz  | Punkte | Platz  | Punkte | Platz  | Punkte |
| ------- | ------ | ------ | ------ | ------ | ------ | ------ |
| 2013/14 | –      | –      | 092.   | 24     | 113.   | 24     |
| 2014/15 | 094.   | 11     | –      | –      | 151.   | 11     |
| 2015/16 | 098.   | 06     | 100.   | 15     | 123.   | 21     |
| 2017/18 | –      | –      | 095.   | 17     | 126.   | 17     |
| 2019/20 | 106.   | 09     | –      | –      | 141.   | 09     |